# شاه يحيى المظفري
نصرة الدين شاه يحيى المظفري (ولد: 744هـ/1343م - توفي: 795هـ/1393م) كان حاكمًا من سلالة المظفريين وابن أخ شاه شجاع.

## السيرة
وُلِد شاه يحيى يوم الأحد، في الرابع من محرم 744 هـ/ 29 أيار 1343 م. ولما تولى شاه شجاع الحكم خلفًا لمبارز الدين محمد، سجنه مدة. ثم أُطلق سراحه بعد فترة، واستولى على يزد، التي كانت آنذاك بيد خواجة بهاء الدين قرجي، ثم وعن طريق الخداع أصبح هو نفسه أميرًا عليها.
في عهد شاه شجاع، ثار شاه يحيى على عمه عدة مرات، لكنه هُزم في كل مرة وتولى مكانه. بعد وفاة شاه شجاع، بقيت يزد في يد يحيى وفقًا لإرادته. لكنه لم يكتفِ بيزد، فشرع في فتح فارس (وسط إيران الحالية). وعندما وصل إلى جوار فارس، عقد الصلح مع السلطان زين العابدين، ابن شاه شجاع. ومنذ ذلك الحين، قضى شاه يحيى معظم وقته في أصفهان، ولكن نظرًا لاهتمامه بتطوير مدينة يزد وعدم رضا سكان أصفهان عن سلوكه، فقد طُرد من أصفهان.
بعد ذلك، فتح شاه يحيى كرمان، وفي المعركة التي خاضها مع عماد الدين أحمد في 7 جمادى الأولى 792 هـ /12 نيسان 1391م، هزمه وعاد إلى يزد. في الوقت نفسه، فتح تيمورلنك فارس، وسارع شاه يحيى إلى شيراز بحثًا عن الطعام، فعيّنه تيمور حاكمًا عليها، وألزمه بإرسال 300 تومان جزيةً لتيمور سنويًا.

## الوفاة
قُتل الشاه يحيى في مذبحة عشيرة المظفر التي أمر بها تيمورلنك سنة 795هـ/1393م.